# وناوی
وناوی (شازند)، روستایی از توابع بخش مرکزی شهرستان شازند در استان مرکزی ایران است.

## جمعیت
این روستا در دهستان کوهسار قرار دارد و براساس سرشماری مرکز آمار ایران در سال ۱۳۸۵، جمعیت آن ۱۲۳ نفر (۲۴خانوار) بوده‌است.